# Napoleone Moriani
Napoleone Moriani (Florència, 10 de març de 1808 – 4 de març de 1878) fou tenor italià del Romanticisme.
Pertanyia a una distingida família i estudià Dret, ensems que cultivava la música per afició, fins que, seguint els consells dels seus amics, es dedicà al teatre des de 1833 i ben aviat fou un dels tenors favorits de tots els públics, però el 1847, a causa d'un tossuda afecció a la gola, es va veure obligat a retirar-se.
Havia cantat arreu d'Itàlia, Àustria, Anglaterra i el 1840 a Espanya junt amb les sopranos Carlotta Cattinari, Unger i el tenor Ronconi, tots tres recorregueren triomfalment arreu de la península, sent condecorat Moriani amb l'Orde d'Isabel la Catòlica.
Donizetti, Ricci, Mercadante i d'altres cèlebres compositors escriviren òperes per a Moriani.
A mitjans dels anys trenta va tenir una relació amb Giuseppina Strepponi (que més tard es casaria amb Verdi), de la qual nasqueren dos fills.